# Nolan Smith
Nolan Smith (Louisville, Kentucky, 25. srpnja 1988.), američki košarkaš koji igra za hrvatski klub Cedevitu iz Zagreba. Igrač Cedevite je od 18. kolovoza 2013. godine.
Otac Derek također je osvojio naslov NCAA (Louisville 1980.) pa igrao 8 sezona u NBA. Već u srednjoj školi Nolan je pokazivao potencijal. Iz poznatog Oak Hilla 2006. je igrao na poznatom Adidas kampu u Europi i bio najkorisniji igrač. Uzima ga sveučilište Duke gdje u momčadi Blue Devils koju vodi Mike Krzyzewski provodi 4 sezone (2007. – 2011.) i s kojom 2010. osvaja naslov NCAA kao član početne petorke. Godine 2013. nastupio je za Boston u ljetnoj NBA ligi u Orlandu. Četiri godine nakon Kecmanove pobjedonosne trice za Partizan protiv Cibone u Zagrebu, 25. travnja 2014., u poluzavršnici regionalne ABA lige Cedevita je u Beogradu pobijedila Partizan 81:79 tricom Nolana Smitha sa zvukom sirene. Igrao se koš za koš, a Partizan je imao "pola" koša prednosti i napad do gotovo samog kraja. Promašili su, Nolan Smith povukao je kontru i s osam metara sa zvukom sirene pogodio. Činilo se da će ući iz prve, međutim, lopta se počela predomišljati, ali je ipak prošla kroz mrežicu. Time je osigurana hrvatska završnica u Beogradu, jer je prethodno Cibona izbacila Crvenu zvezdu. Cibona i Cedevita izborili su nastup u Euroligi, a iz iste izbacili srbijanske klubove. Partizan zbog poraza od Cedevite nakon 12 godina ne će nastupati u Euroligi. Smith je izjavio kako je osjećao da je upućeni udarac dobar i da će nakon par promašenih ovaj ući.